# Montchoisi (Stadtteil)
Montchoisi ist ein Quartier der Schweizer Stadt Lausanne. Es befindet sich im südöstlichsten Teil der Stadt.
Der Stadtteil selbst ist wiederum in zwei Sektoren aufgeteilt (Montchoisi und Elysée). Auf einer Fläche von 0,524 km² wohnten im Jahr 2018 rund 3822 Einwohner.

## Lage
Montchoisi besitzt eine Badeanstalt sowie einen grösseren Tennisclub. Die Gegend gilt eher als Viertel der reicheren Einwohner. Weiter befindet sich im Elysée-Viertel das Collège secondaire de l’Elysée.

## Öffentliche Verkehrsmittel
Die Buslinien 4, 8 und 25 verbinden die Gegend mit den restlichen Stadtteilen der Stadt und der im Osten angrenzenden Ortschaft Pully. Zudem gibt es Haltestellen der Métro Lausanne.

## Bauwerke und Sehenswürdigkeiten
In Montchoisi befindet sich das Musée de l’Elysée für Fotografie. Am Ende des Gartens dieses Museums befindet sich direkt ein Eingang ins Olympische Museum.

## Galerie

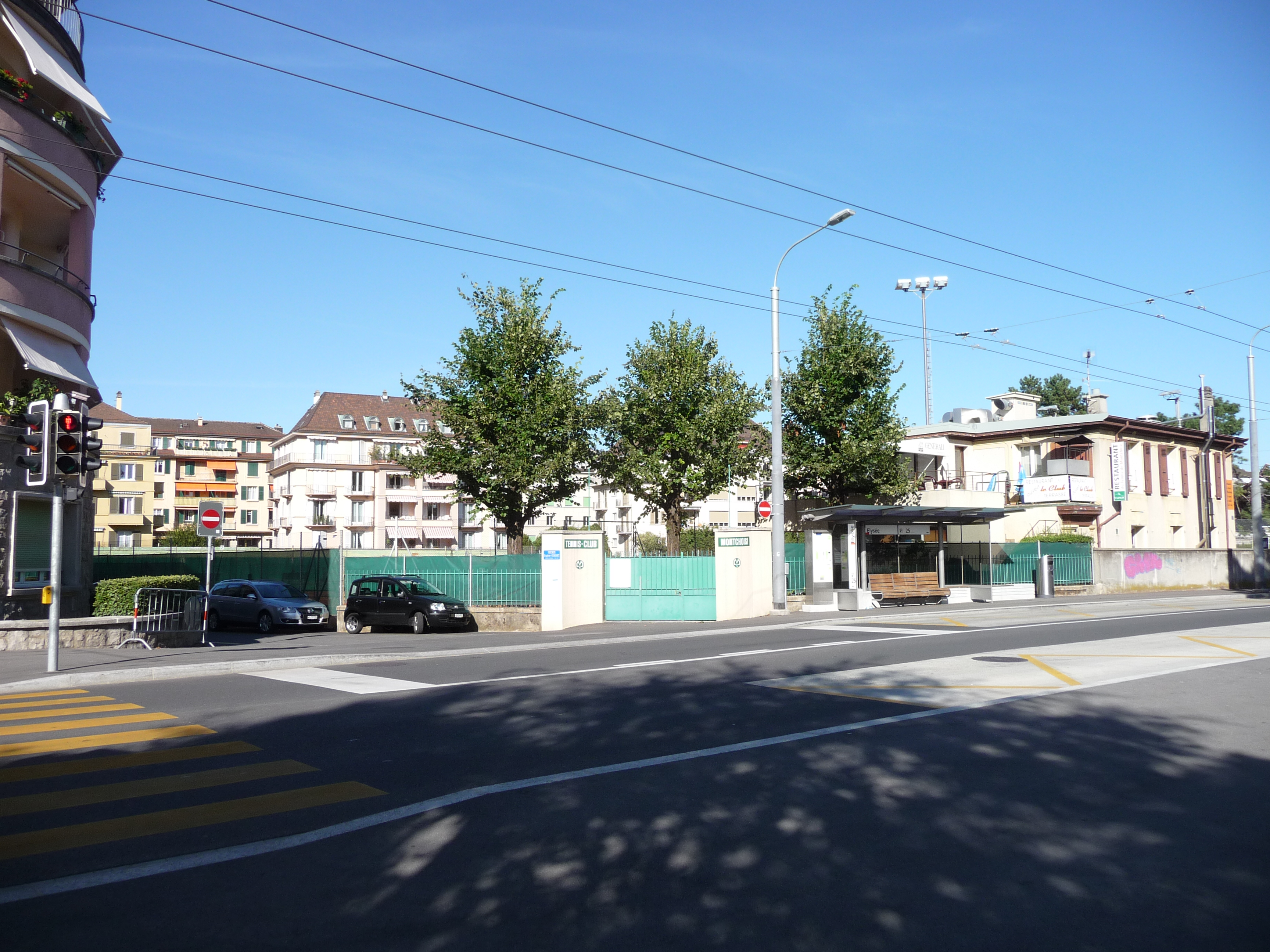
Tennisplatz Montchoisi
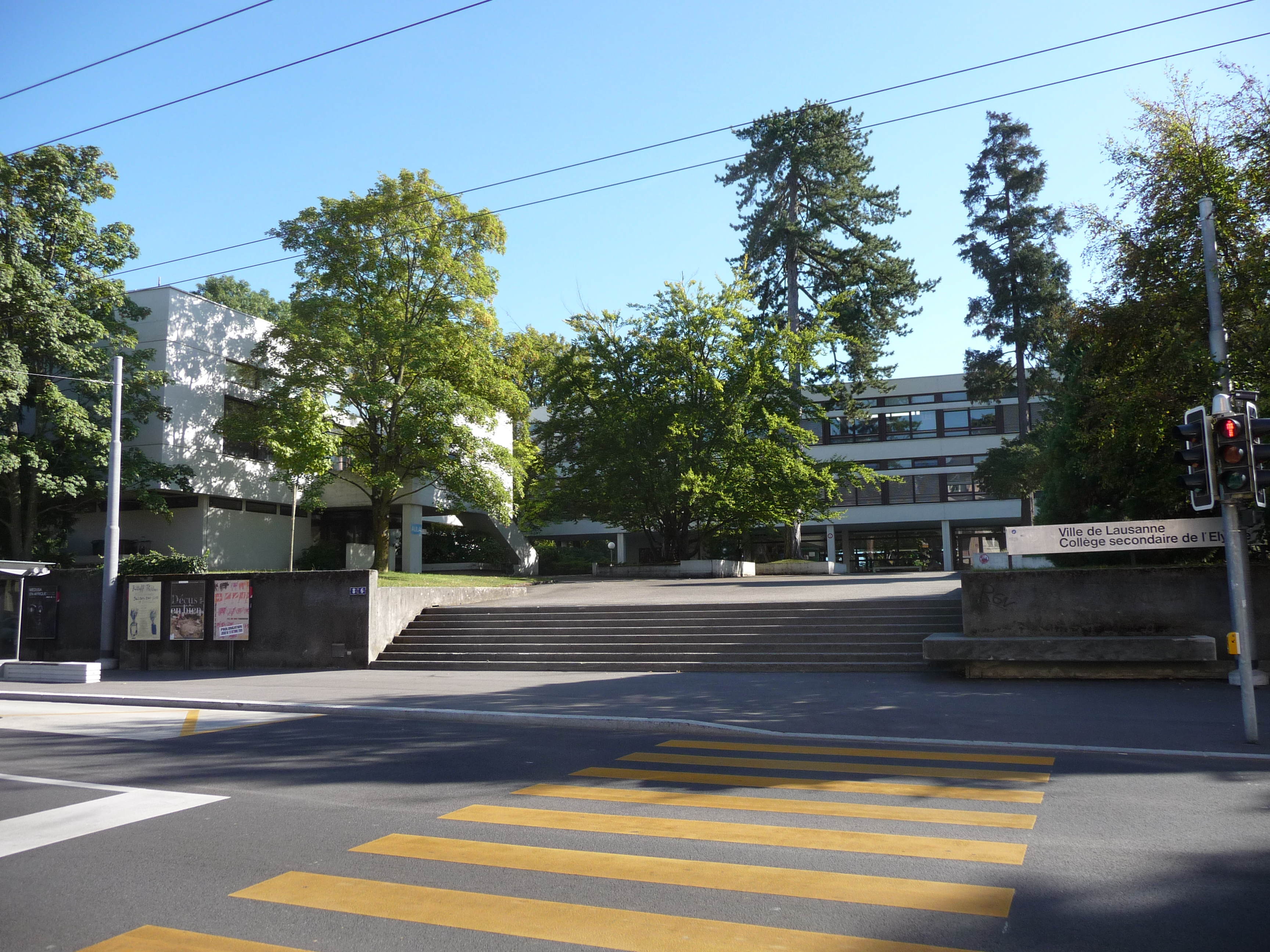
Das Collège secondaire de l’Elysée
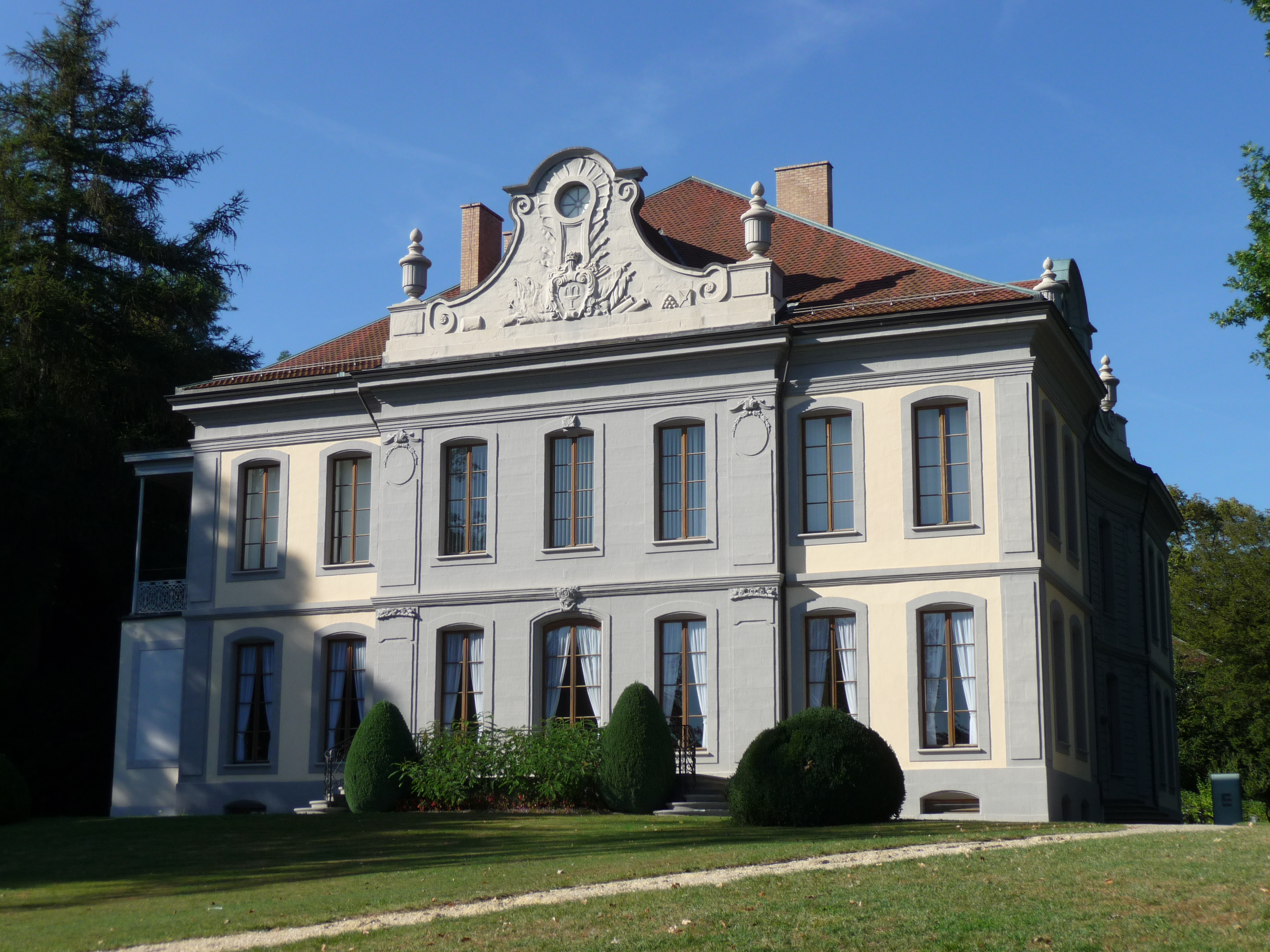
Das Musée de l’Elysée
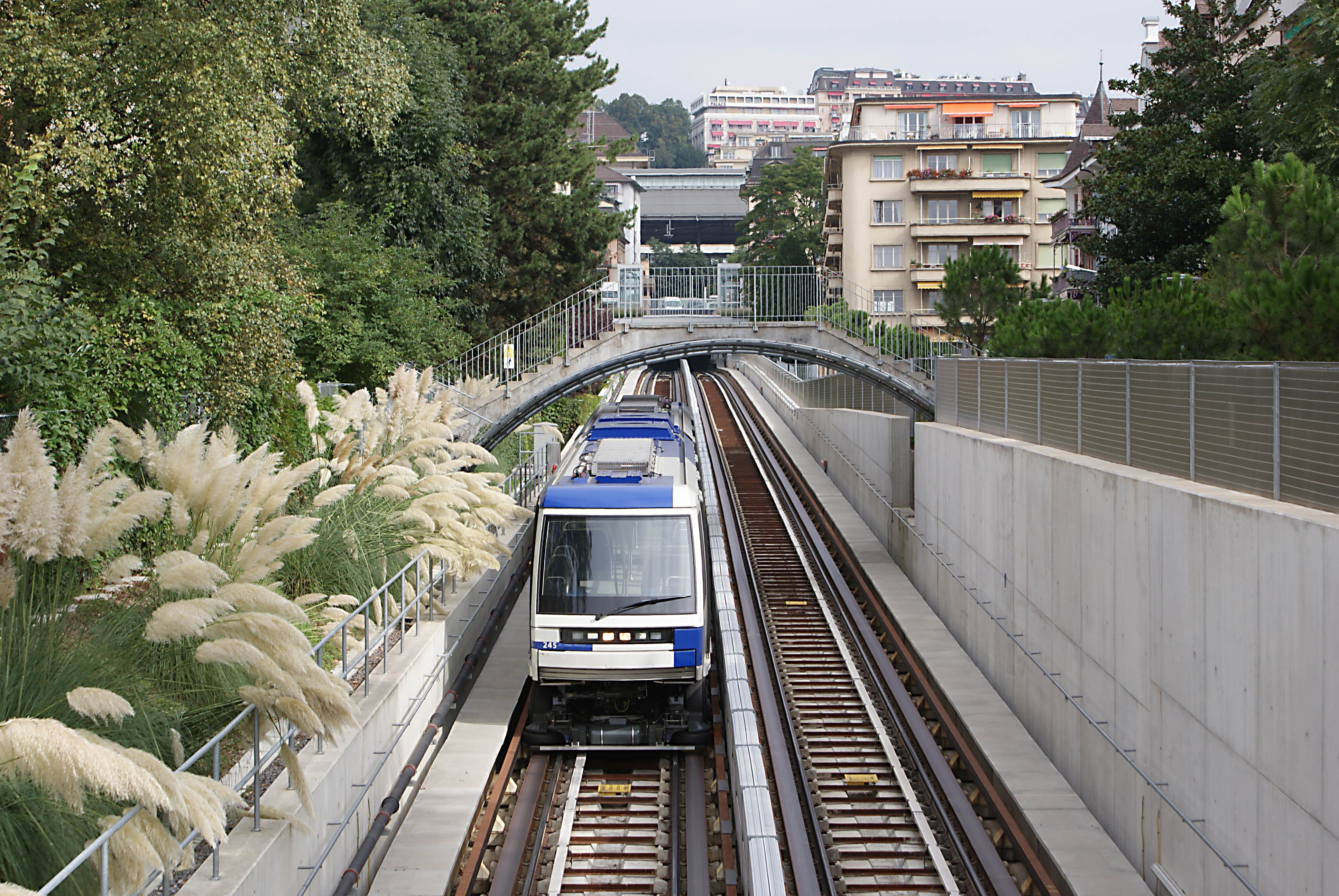
Métro M2